# Rio Mofar
O rio Mofar é um curso de água que flui do centro oeste da Etiópia e parte da bacia hidrográfica do rio Abay. Parte do seu curso é feito numa profunda ravina.